# Las Nubes, Bella Vista
Las Nubes är en ort i Mexiko.   Den ligger i kommunen Bella Vista och delstaten Chiapas, i den sydöstra delen av landet, 900 km sydost om huvudstaden Mexico City. Las Nubes ligger 2 207 meter över havet och antalet invånare är 206.
Terrängen runt Las Nubes är bergig västerut, men österut är den kuperad. Runt Las Nubes är det ganska tätbefolkat, med 80 invånare per kvadratkilometer. Närmaste större samhälle är Frontera Comalapa, 13,0 km nordost om Las Nubes. I omgivningarna runt Las Nubes växer huvudsakligen savannskog.